# Матадерос
Матадерос (исп. Mataderos) — юго-западный район города Буэнос-Айрес, столицы Аргентины.
Название района происходит от животноводческого рынка и скотобойни (буквальный перевод испанского слова matadero).
На протяжении большей части своей истории этот район был местом пересечения города с деревней, став центром сельской торговли и главной остановкой для гаучо в пределах города. Многие известные паяды (импровизированные поэтические конкурсы) проходили в местных барах.

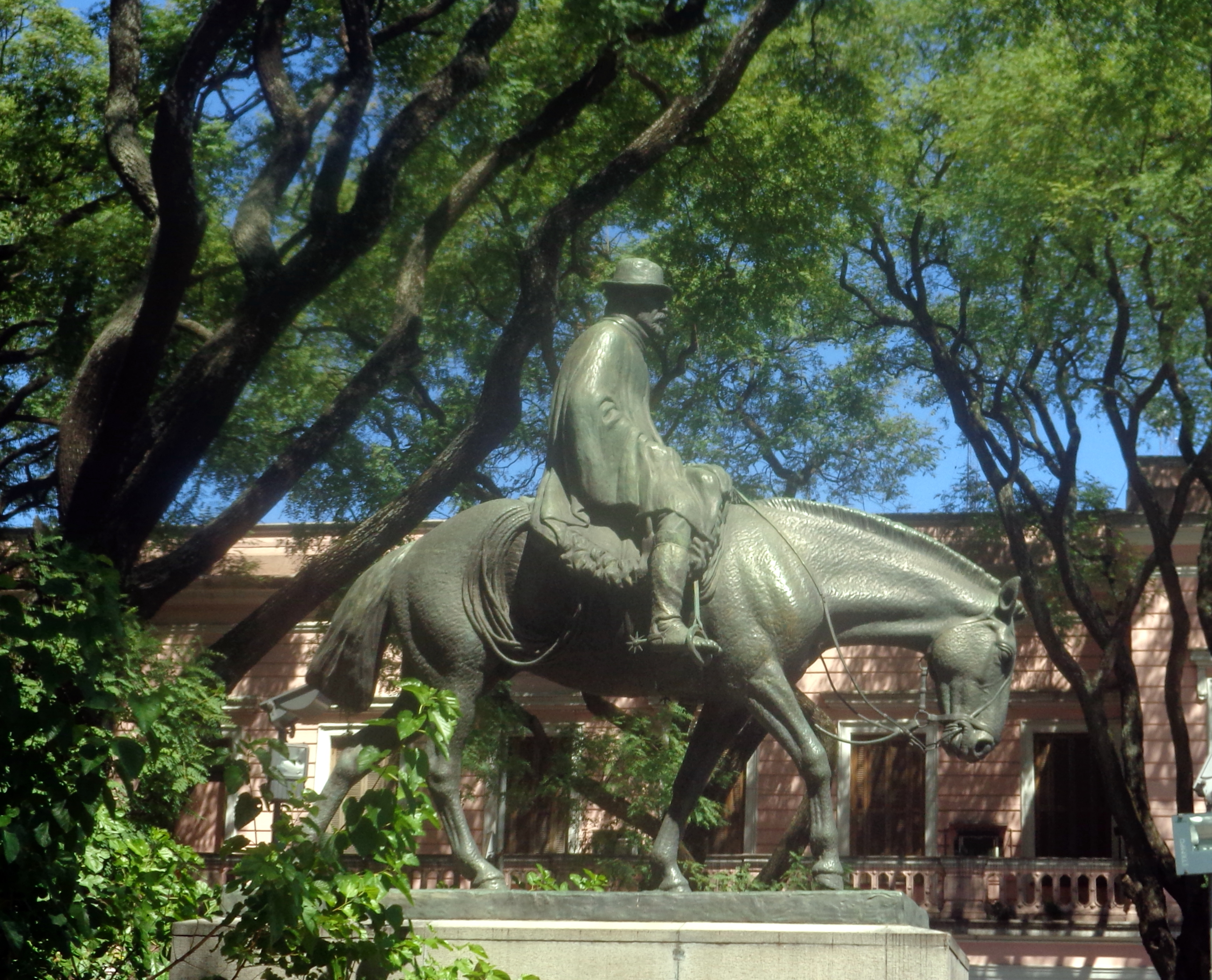
Эль Ресеро, памятник скотоводам, выставляющим на торг тысячи голов рогатого скота, продающихся ежедневно на рынке Линьерс

В 1900 году в районе был организован Линьерс рынок (исп. Mercado de Liniers), где еженедельно продавалось до 50 000 голов рогатого скота, что обеспечивало потребности в мясе Большого Буэнос-Айреса. В его главном здании в итальянском стиле и с аркадами, построенном в 1899 году, также располагается Музей старых загонов (исп. Museo de los Corrales Viejos). В его внутреннем дворе стоит памятник работы Эмилио Сарнигета Эль Ресеро (скотовод), законченный в 1931 году и установленный на нынешнем месте в 1934 году. Муниципальное постановление 2001 года, предписывающее перенести рынок в Сан-Висенте,расположенному в 45 км к юго-западу от Буэнос-Айреса, неоднократно откладывалось из-за возражений поставщиков скота из-за стоимости подобного перемещения. 
Вечеринки местных жителей на старом рынке на Авениде де лос Корралес, иногда сопровождаемые исполнением танго и милонги, известны своей яркостью. В Матадеросе также имеется оживленный коммерческий район, расположенный вдоль Авениды Эвы Перон. По воскресеньям в Матадеросе проходит колоритная ярмарка, появившаяся 8 июня 1986 года, где можно познакомиться с традициями гаучо, их кухней и ремёслами.
В 1949 году правительство Хуана Доминго Перона возвела к югу от рынка Линьерс один из крупнейших городских жилых комплексов Лос-Пералес. В Матадеросе базируется футбольный клуб «Нуэва Чикаго», проведший ряд сезонов в аргентинской Примере.